# International Gamma-Ray Astrophysics Laboratory
Pour les articles homonymes, voir Intégral.
INTErnational Gamma-Ray Astrophysics Laboratory (INTEGRAL) est un observatoire spatial d'astrophysique européen qui étudie les rayons gamma de moyenne énergie (de 20 keV à 10 MeV) émis par des sources telles que les trous noirs, étoiles à neutrons, supernovas, le milieu interstellaire, etc. Ce satellite de 4 000 kilogrammes utilise la combinaison de deux instruments pour ses observations : IBIS qui se caractérise par sa résolution angulaire et est utilisé pour localiser avec précision la source du rayonnement gamma et SPI qui dispose par contre d'une meilleure résolution spectrale. La mission d'INTEGRAL, qui est placé en orbite le 17 octobre 2002, est prolongée par l'Agence spatiale européenne, pilote du projet, jusqu'à la fin 2020. Une seconde prolongation de la mission est ensuite actée jusqu'au 31 décembre 2022. 

## Contexte
En juin 1993, l'Agence spatiale européenne sélectionne INTEGRAL comme la deuxième mission de taille moyenne (M2) du programme scientifique Horizon 2000. Le satellite doit utiliser une instrumentation de 10 à 50 fois plus sensible que ses prédécesseurs. Le détecteur doit utiliser la technique du masque codé qui est utilisé pour la première fois dans le domaine spatial en 1989 par le télescope français SIGMA (Système d'imagerie gamma à masque aléatoire) embarqué sur l'observatoire spatial russe Granat.
À la suite de l'annulation en 2002 par la Russie du programme Spectrum X-Gamma dans lequel les laboratoires européens investissent près de 300 millions de dollars américains dans trois des télescopes qui doivent être embarqués, le gouvernement russe accepte de lancer gratuitement INTEGRAL.

## Objectifs
Les rayons gamma et les rayons X ne peuvent pas pénétrer dans l'atmosphère terrestre. Les observations directes de tels rayons ne peuvent donc se faire que depuis l'espace. Le rayonnement gamma est difficile à observer car l'énergie des photons est telle qu'on ne peut les faire converger vers le détecteur. Mais son observation permet de détecter des processus fondamentaux. Le rayonnement gamma est émis au sein des phénomènes les plus violents de l'Univers tels que les explosions d'étoiles (nova, supernova) et leurs résidus compacts : les étoiles à neutrons et les trous noirs. Il est également produit lors de la désexcitation des noyaux d'atomes ce qui permet en l'observant de pratiquer une spectroscopie nucléaire des sites cosmiques. Enfin l'interaction matière antimatière produit également ce type de rayonnement. 
Les objectifs d'INTEGRAL sont les suivants :
- fournir des données permettant d'enrichir la théorie de la nucléosynthèse en détectant les noyaux atomiques générés durant la fin de vie des étoiles[5].
- détecter les restes des anciennes supernovae en identifiant les noyaux d'atomes radioactifs synthétisés de manière typique par celles-ci[6].
- identifier les phénomènes de nucléosynthèse froide, c'est-à-dire les scissions d'atomes ayant pour origine la collision d'atomes ou de protons accélérés avec des atomes du milieu interstellaire. Lors de la collision, les atomes du milieu interstellaire (carbone, oxygène, azote) sont brisés (processus de spallation) et donnent naissance à des atomes plus légers :   lithium, béryllium et bore. INTEGRAL doit étudier plus particulièrement ces atomes à travers les rayons gamma émis par ceux-ci lorsqu'ils retournent de l'état excité à l'état fondamental[7].
- observation des novas et supernovas thermonucléaires[8].
- observation des supernovas gravitationnelles, c'est-à-dire résultant de la désintégration d'une étoile d'une masse supérieure à 8-10 masses solaires[9].
- observation des objets compacts telles que les naines blanche, les étoiles à neutrons, les trous noirs[10].
- observation des galaxies, amas stellaires, galaxies actives, blazars, et du fond diffus cosmologique[10].
- observation des processus et phénomènes d'accélération au centre de notre galaxie.
- identification des sources de rayons gamma dont l'origine est aujourd'hui inconnue[10].

## Déroulement de la mission

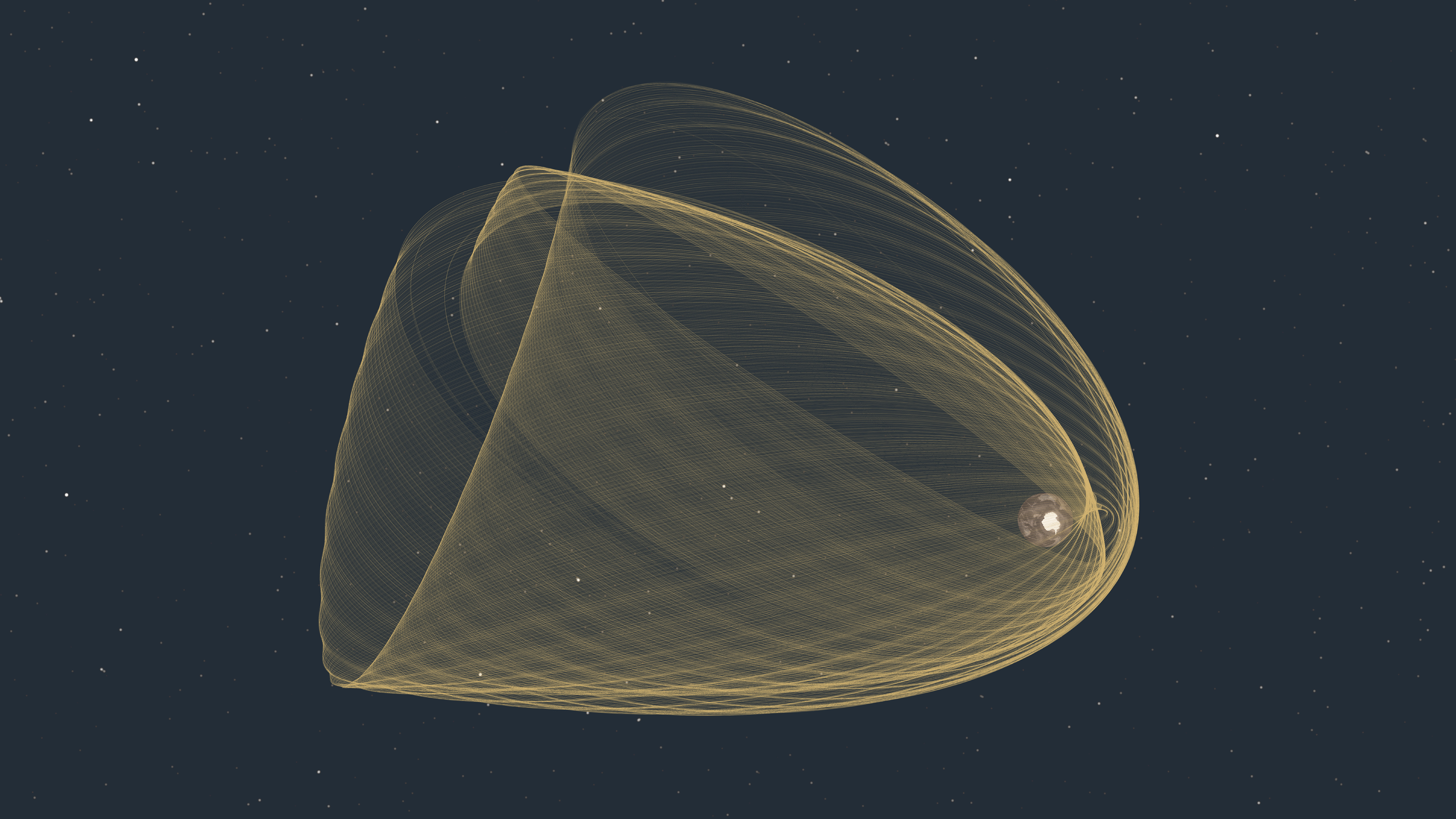
Visualisation des orbites de 2002 à 2017

INTEGRAL est lancé depuis le cosmodrome de Baïkonour, au Kazakhstan, le 17 octobre 2002, par un lanceur russe Proton sur une orbite très elliptique, avec une période de 3 jours sidéraux. L'orbite d'INTEGRAL est choisie pour que le satellite passe le maximum de temps en dehors de la ceinture de radiations autour de la Terre. Le satellite est contrôlé depuis le Centre européen des opérations spatiales (ESOC), à Darmstadt, en Allemagne, grâce à deux antennes radioélectriques situées en Belgique et en Californie (États-Unis). La consommation du carburant d'INTEGRAL suit les prévisions. Sa mission est prolongée, ainsi que celle d'une dizaine d'autres satellites scientifiques de l'Agence spatiale européenne, jusqu'en 2014. Le 19 novembre 2014, la mission est de nouveau prolongée avec 5 autres missions scientifiques de 2 ans jusqu'au 31 décembre 2016.

## Instruments scientifiques
INTEGRAL dispose de quatre instruments scientifiques : deux instruments principaux, l'imageur IBIS et le spectromètre SPI et deux instruments de surveillance, le moniteur de rayons X (JEM-X) de basse énergie et la caméra de surveillance optique OMC. Tous sont alignés sur un même axe pour qu'ils observent simultanément la même portion de ciel. Les 3 instruments de haute énergie utilisent la technique du masque codé, puisqu'il n'existe pas de miroirs qui permettent de faire converger des rayons X et des rayons gamma. Les masques codés utilisés sont développés principalement par l'université de Valence, en Espagne. 

### L'imageur IBIS
L'imageur d'INTEGRAL, baptisé IBIS (Imager on Board the INTEGRAL Satellite), peut observer entre 15 keV et 10 MeV. Sa résolution spatiale est de 12 minutes d'arc, mais la déconvolution peut la réduire à une bien meilleure valeur, atteignant une minute d'arc. Un masque de 95 par 95 tuiles rectangulaires en tungstène est situé à 3,2 mètres au-dessus des détecteurs. Le système de détecteurs d'IBIS contient un premier plan de 128 par 128 tuiles de tellurure de cadmium (appelé ISGRI pour INTEGRAL Soft Gamma-Ray Imager), puis un second plan de 64 par 64 tuiles de iodure de césium (PICsIT pour Pixellated Cesium-Iodid Telescope). ISGRI est sensible jusqu'à environ 500 keV, tandis que PICsIT s'étend jusqu'à 10 MeV. Les deux instruments sont entourés d'écrans de protection en tungstène et en plomb. 

### Le spectromètre SPI

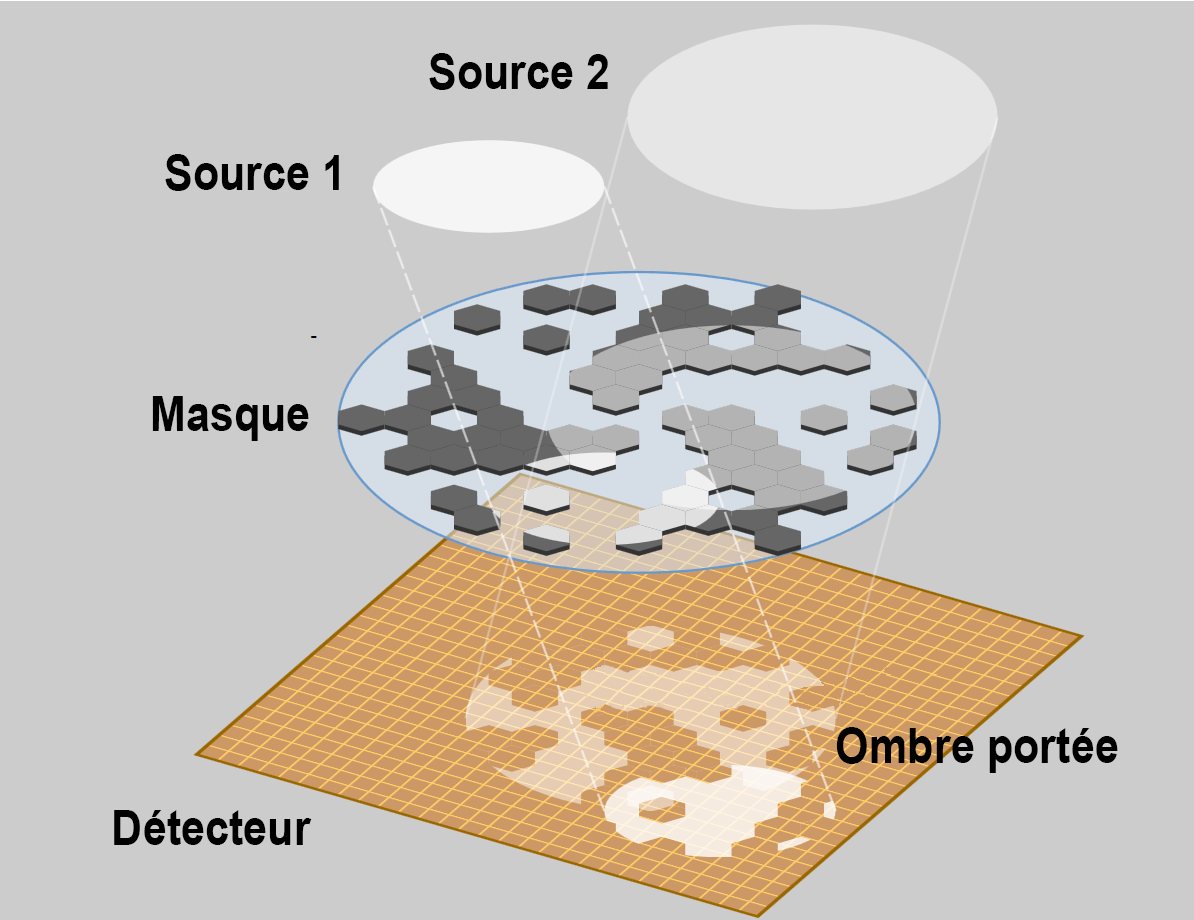
Schéma montrant le principe de fonctionnement du télescope à masque codé SPI (observatoire spatial INTEGRAL) avec deux sources de rayons gamma.

Le spectromètre primaire à bord d'INTEGRAL, baptisé SPI (SPectrometer for INTEGRAL) fourni le spectre électromagnétique du rayonnement compris entre 20 keV et 8 MeV. SPI utilise également  un masque codé formé de tuiles hexagonales de tungstène. Celui-ci est placé au-dessus d'un détecteur fait de 19 cristaux de germanium. Ces cristaux sont refroidis activement par un système mécanique. L'instrument effectue ses mesures avec une résolution spectrale de 2 keV (pour un rayonnement de 1,33 MeV). Le champ optique est de 8° et le pouvoir de résolution est de 2°.

### Le moniteur de rayons JEM-X
INTEGRAL possède de plus deux instruments pour observer les rayons X dits « mous », dont l'énergie est comprise entre 3  et   35 keV. Ces deux instruments, appelés JEM-X (Joint European X-ray Monitor) sont identiques, et accroissent le domaine de longueur d'onde couvert par le satellite. Leur résolution spatiale est meilleure que celle d'IBIS car les longueurs d'onde sont plus courtes. Les détecteurs utilisés sont des scintillateurs gazeux au xénon et méthane. 

### La caméra optique OMC et le moniteur de radiation IREM
INTEGRAL dispose également d'une caméra optique, OMC (Optical Monitor Camera), sensible aux longueurs d'onde du domaine visible et ultraviolet. C'est principalement un instrument de soutien. Le dernier instrument est le moniteur de radiation IREM (INTEGRAL Radiation Environment Monitor), qui est chargé de surveiller le niveau de fond orbital, et sert aussi pour l'étalonnage des données. IREM est sensible aux électrons et aux protons présents dans la ceinture de radiation terrestre, ainsi qu'au rayonnement cosmique. Si le niveau de fond est trop élevé, IREM peut éteindre les instruments scientifiques, afin de les protéger.

### Les autres équipements
IBIS et SPI ont besoin d'une méthode pour arrêter la radiation ambiante (comme le rayonnement cosmique). Cette méthode consiste à utiliser un masque scintillant de plastique situé derrière les tuiles de tungstène. Ce masque absorbe la radiation secondaire produite par les impacts sur le tungstène. Ce masque est complété par un écran scintillant de germanate de bismuth, situé autour et sur l'arrière de SPI. Ce système, fourni par Astrium, est appelé ACS (AntiCoincidence Shield). L'énorme surface de l'ACS en fait presque un instrument à lui tout seul. Puisqu'il est sensible aux rayons venant de toutes les directions dans le ciel, il est un détecteur de rayons gamma naturel. Récemment, de nouveaux algorithmes permettent d'utiliser l'ACS comme un télescope, grâce au phénomène de diffusion Compton double. Ainsi, l'ACS peut être utilisé pour « observer » des objets en dehors du champ de vue du satellite.

## Le satellite
Le satellite, d'une masse totale de quatre tonnes, comporte la charge utile d'une masse de deux tonnes décrite plus haut et une plate-forme identique, pour limiter les coûts, à celle du télescope européen à rayons X, XMM-Newton lancé le 10 décembre 1999. 

## Résultats
Les principaux résultats obtenus grâce aux données recueillies par l'observatoire sur les dix premières années de la mission sont les suivants :
- identification de la source du rayonnement X dur diffus de la Voie lactée. Grâce aux observations effectuées sur 6 ans avec l'instrument SPI, les scientifiques peuvent attribuer ce rayonnement à l'interaction entre le rayonnement cosmique et le champ de radiation interstellaire[14].
- l'observatoire spatial permet de découvrir une nouvelle catégorie d'étoiles binaires X massives qui sont identifiées grâce aux observatoires basés sur Terre comme des objets compacts en orbite autour d'étoiles supergéantes[15].
- INTEGRAL identifie (en juillet 2010), 700 nouvelles sources gamma, dont une catégorie de pulsars capables de produire des champs magnétiques un milliard de fois plus puissants que ceux produits en laboratoire sur Terre. Un catalogue des trous noirs détectés est dressé et doit permettre d'estimer le nombre de trous noirs dans l'Univers. INTEGRAL permet d'établir que le super trou noir au centre de notre galaxie a une activité très faible[16].
- l'observatoire spatial sert de système d'alerte lors de la venue de sursaut gamma grâce à une utilisation indirecte de son instrumentation. Ce faisant il permet de pointer rapidement d'autres instruments plus performants vers la source de ce phénomène évanescent. Grâce à INTEGRAL, les scientifiques peuvent ainsi détecter une source de sursaut gamma située à faible distance (donc dans un passé proche alors que l'on pense que ce phénomène appartient à une époque lointaine de l'histoire de l'Univers) et dans une gamme de puissance beaucoup plus faible que ce qui est considéré comme la norme, remettant en question l'utilisation des sursauts gamma pour la mesure des distances[17].
- INTEGRAL dresse une carte de distribution de l'aluminium (isotope 26) permettant d'affiner notre connaissance du processus de nucléosynthèse source de cet atome. Il poursuit une cartographie de la distribution du titane (isotope 44)[18].
- l'instrument SPI permet de réaliser une carte de la distribution des émissions de rayons gamma à 511 keV qui sont produits lors de l'annihilation positon/électron. Les scientifiques peuvent ainsi déterminer qu'environ la moitié de l'antimatière produite dans la galaxie l'est par des trous noirs ou étoiles à neutrons arrachant de la matière à un compagnon de masse inférieure ou égale à celle du Soleil[19].